# رد هواپیما بالای کانتری کلاب
رد هواپیما بالای کانتری کلاب (انگلیسی: Chemtrails over the Country Club) هفتمین آلبوم استودیویی لانا دل ری، خواننده-ترانه‌نویس آمریکایی است. این آلبوم در ۱۹ مارس ۲۰۲۱ توسط اینترسکوپ و پالیدور رکوردز منتشر شد. این آلبوم را دل ری و جک آنتونوف و به همراه ریک نوولز که دل ری در آلبوم‌های استودیویی گذشته‌اش با آنها همکاری کرده بود، تهیه کرده‌اند.

## سابقه
| بررسی جمعی           | بررسی جمعی |
| منبع                 | رتبه‌بندی   |
| -------------------- | ---------- |
| انی‌دیسنت‌میوزیک؟      | 7.8/10     |
| متاکریتیک            | 82/100     |
| بررسی انتقادی        |            |
| منبع                 | رتبه‌بندی   |
| آل‌میوزیک             | [ ۴ ]      |
| Consequence of Sound | B+         |
| انترتینمنت ویکلی     | B          |
| گاردین               | [ ۱۷ ]     |
| ایندیپندنت           | [ ۱۸ ]     |
| The Line of Best Fit | 8/10       |
| ان‌ام‌ئی               | [ ۲۰ ]     |
| پیچفورک              | 7.5/10     |
| رولینگ استون         | [ ۲۲ ]     |
| دیلی تلگراف          | [ ۲۳ ]     |

در تاریخ ۳۰ اوت سال ۲۰۱۹، روز انتشار ششمین آلبوم استودیویی وی نورمن فاکینگ راکول!، دل ری اعلام کرد که قبلاً شروع به کار روی یک آلبوم جدید کرده‌است. وی عنوان این آلبوم را White Hot Forever اعلام کرد که مدتی بعد تغییر کرد. بدون اعلام قبلی، وی در تاریخ ۲۱ مه ۲۰۲۰ مانیفستی با عنوان «پرسش برای فرهنگ» در اینستاگرام منتشر کرد. در این پست طولانی، وی می‌خواهد به خاطر مضامین دارک در موسیقی‌اش مورد انتقاد قرار نگیرد و در عین حال از زنان دیگری که درباره موضوعات هنجارشکنی خوانده‌اند نام می‌برد که به جای واکنش منفی، مورد تحسین قرار گرفته‌اند. وی در پایان این پست تاریخ انتشار فرضی آلبوم بعدی خود را اعلام کرد. بسیاری از کاربران اینستاگرام و توییتر این پست را محکوم کردند و از لانا دل ری انتقاد کردند. در تاریخ ۲۵ مه، دل ری یک سری فیلم‌ها را در اینستاگرام خود بارگذاری کرد. در آنها از خود در برابر انتقادات «پرسش برای فرهنگ» دفاع کرد; در یکی از آنها عنوان این آلبوم را به نام رد هواپیما بالای کانتری کلاب اعلام کرد.

## محتوا
رد هواپیما بالای کانتری کلاب به عنوان یک رکورد فولک، کانتری-فولک و آمریکانا توصیف شده است. بیشتر آلبوم توسط دل ری در کنار آنتونوف که تنها تهیه کننده تک آهنگ اصلی آلبوم نیز است. آهنگ «یوسمیتی» که در طول جلسات پنجمین آلبوم استودیویی دل ری، شهوت برای زندگی (۲۰۱۷) ضبط شد، که بین سال های ۲۰۱۵ تا ۲۰۱۶ برگزار شد، توسط ریک ناولز تهیه شد. این آهنگ نتوانست در شهوت برای زندگی گنجانده شود، زیرا به گفته دل ری، «این آهنگ برای گنجاندن در شهوت برای زندگی بسیار شاد بود.»
دل ری اظهار داشت: «بسیاری از آلبوم» مربوط به «دوست های خوشگل» و «خانواده زیبا» او است.
آهنگ «به آرامی جدا شدن» با حضور خواننده آمریکایی نیکی لین همراه با دل ری همراه است. این آلبوم با کاور آهنگ «به صورت رایگان» جونی میچل از آلبوم خانم های دره (۱۹۷۰) به پایان می رسد. خواننده های آمریکایی Weyes Blood و Zella Day به دل ری در این آهنگ می پیوندند.

## فهرست قطعه‌ها
| شماره      | نام                                          | نویسنده(ها)           | مدت   |
| ---------- | -------------------------------------------- | --------------------- | ----- |
| ۱.         | «لباس سفید»                                  | لانا دل ری جک آنتونوف | ۵:۳۳  |
| ۲.         | «رد هواپیما بالای کانتری کلاب»               | دل ری آنتونوف         | ۴:۳۱  |
| ۳.         | «فریک مسیحی تولسایی»                         | دل ری آنتونوف         | ۳:۳۵  |
| ۴.         | «بذار مثل یه زن عاشقت باشم»                  | دل ری آنتونوف         | ۳:۲۱  |
| ۵.         | «وحشی در قلب»                                | دل ری آنتونوف         | ۴:۰۶  |
| ۶.         | «دارک اما فقط یک بازی»                       | دل ری آنتونوف         | ۳:۵۵  |
| ۷.         | «همه کسانی که سرگردان هستند گم نشده اند»     | دل ری آنتونوف         | ۴:۰۷  |
| ۸.         | «یوسمیتی»                                    | دل ری ریک نوولز       | ۵:۰۴  |
| ۹.         | «به آرامی جدا شدن»                           | دل ری Nikki Lane      | ۲:۵۷  |
| ۱۰.        | «برقص تا وقتی که بمیریم»                     | دل ری آنتونوف         | ۴:۰۳  |
| ۱۱.        | «برای آزادی» (با حضور Zella Day و وایز بلاد) | جونی میچل             | ۴:۱۱  |
| مجموع مدت: | مجموع مدت:                                   | مجموع مدت:            | ۴۵:۲۸ |